# ハチェット湖
ハチェット湖（ハチェットこ、Hatchet Lake）は、カナダ・サスカチュワン州北東部の僻地にある湖で、ウォラストン湖の北に位置する。ウォラストン湖から流出するフォンデュラク川は、ハチェット湖とブラック湖を貫流して、アサバスカ湖に注ぐ。
1963年、ハチェット・レイク・ロッジ (Hatchet Lake Lodge) が、湖の東側の岸に近い島のひとつサンディ島（北緯58度38分30秒 西経103度34分36秒 / 北緯58.64167度 西経103.57667度）に建てられた。ハチェット・レイク・ロッジは、飛行機でやってきて釣りを楽しむための宿である。
この湖へは、ハチェット湖空港とハチェット湖水上飛行場を利用することができ、いずれの施設もハチェット・レイク・ロッジが運営している。